# Maska telekomunikacyjna

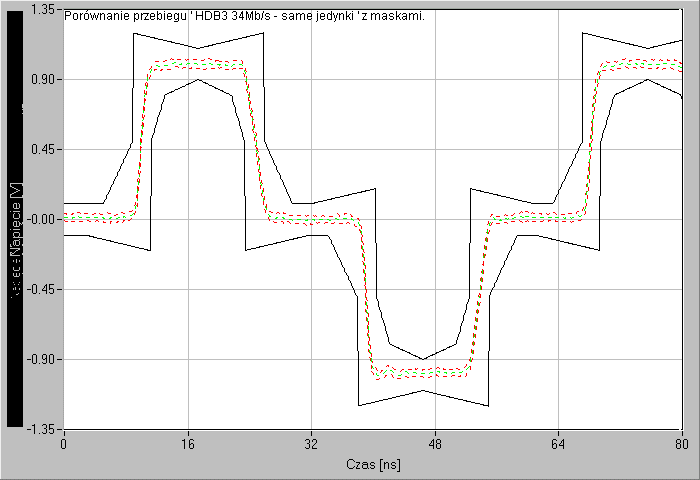
Maska telekomunikacyjna dla przebiegu PDH 34 Mbit/s, kod HDB3, sygnał "same jedynki".

Maska telekomunikacyjna (ang. pulse mask) – maska określająca maksymalne dopuszczalne odchylenie amplitudy i kształtu impulsu sygnału cyfrowego; termin stosowany przy pomiarach cyfrowych traktów telekomunikacyjnych. 
Aby odbiornik mógł właściwie zinterpretować przesyłane dane, sygnał przenoszony przez tor transmisyjny powinien mieć ściśle określony kształt. Na skutek różnych niepożądanych zjawisk (takich jak odbicia, spadki napięcia i mocy, nieliniowość stopni mocy odbiorników i nadajników, fluktuację fazy itp.) kształt odebranego impulsu zwykle nie jest idealny (i różni się od sygnału na wyjściu nadajnika).
Maski telekomunikacyjne określają maksymalne dopuszczalne odchylenie amplitudy i kształtu impulsu sygnału cyfrowego. Jeśli sygnał nie wykracza poza ramy maski, to odbiornik powinien go prawidłowo odebrać i zinterpretować. W przeciwnym przypadku może to być niemożliwe lub może nastąpić jego przekłamanie (w zależności od charakteru tych zniekształceń).
Maski telekomunikacyjne mają zastosowanie dla urządzeń telekomunikacyjnych PCM, PDH i SDH.

## Wymagania do przesyłania impulsu
Wymagania na amplitudę i kształt napięcia impulsów w urządzeniach telekomunikacyjnych PCM, PDH i SDH precyzuje zalecenie Międzynarodowego Związku Telekomunikacyjnego ITU-T G.703 oraz "Wymagania techniczno-eksploatacyjne dla teletransmisyjnych plezjochronicznych systemów cyfrowych".
Wyciąg z tych wymagań zawiera poniższa tablica:
| Przepływność | Impedancja wyjściowa | Kod                                                     | Znamionowa amplituda impulsu | Tolerancja amplitudy |
| kb/s         | Ω                    | -                                                       | V                            | % Uznam.             |
| ------------ | -------------------- | ------------------------------------------------------- | ---------------------------- | -------------------- |
| 155 520      | 75                   | CMI                                                     | 1,0                          | ±10                  |
| 139 264      | 75                   | CMI                                                     | 0,5                          | ±10                  |
| 34 368       | 75                   | HDB-3                                                   | 1,0                          | ±10                  |
| 8448         | 75                   | HDB-3                                                   | 2,37                         | ±10                  |
| 2048         | 75                   | HDB-3                                                   | 2,37                         | ±10                  |
| 2048         | 120                  | HDB-3                                                   | 3,0                          | ±10                  |
| 64           | 120                  | CODIRECTIONAL CONTRADIRECTIONAL – AMI CENTRALIZED – AMI | 1,00                         | ±10                  |

## Przykłady porównania przebiegów z maskami telekomunikacyjnymi
Poniżej podano przykłady pomiarów rzeczywistych przebiegów z nałożonymi na nie maskami telekomunikacyjnymi zdefiniowanymi w tabeli. Wszystkie zmierzone przebiegi są prawidłowe (nie wykraczają poza ramy masek).

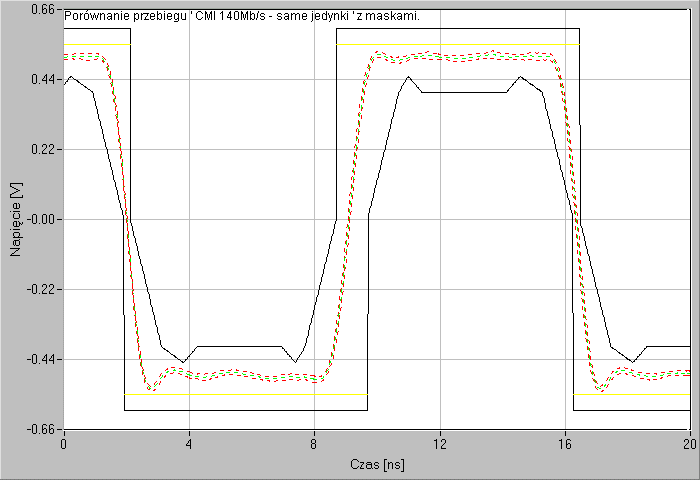
Przykład maski telekomunikacyjnej dla przebiegu PDH 140 Mbit/s. Porównanie przebiegu nieramkowanego 140 Mbit/s (nałożone na siebie 100 impulsów), wyjście niesymetryczne 75 Ω, kod CMI, sygnał "same jedynki" z maską telekomunikacyjną.

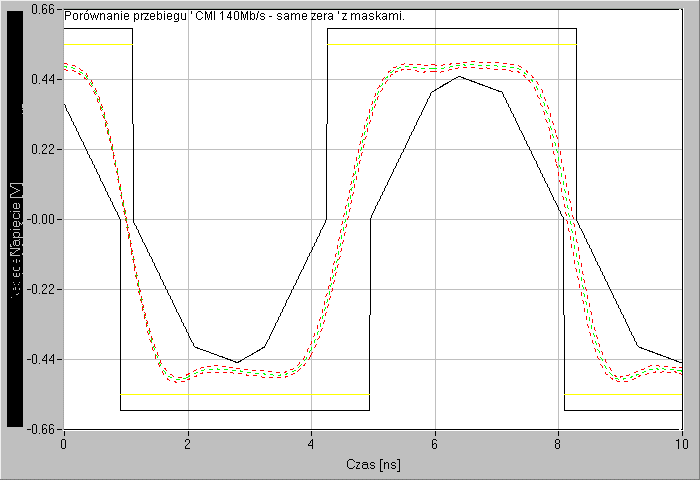
Przykład maski telekomunikacyjnej dla przebiegu PDH 140 Mbit/s. Porównanie przebiegu nieramkowanego 140 Mbit/s (nałożone na siebie 100 impulsów), wyjście niesymetryczne 75 Ω, kod CMI, sygnał "same zera" z maską telekomunikacyjną.

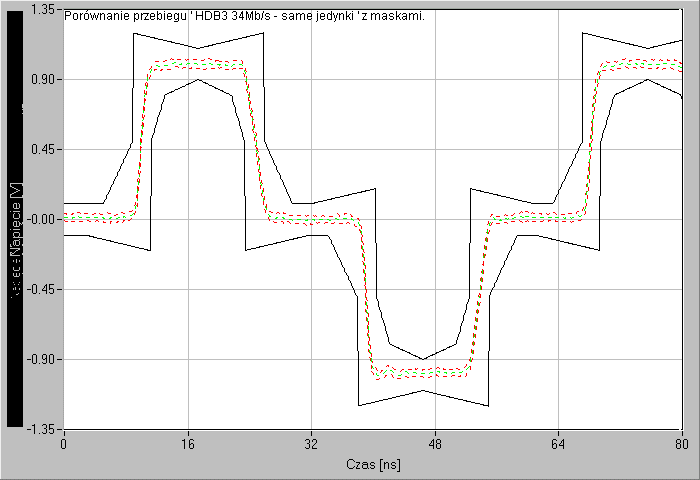
Przykład maski telekomunikacyjnej dla przebiegu PDH 34 Mbit/s. Porównanie przebiegu nieramkowanego 34 Mbit/s (nałożone na siebie 100 impulsów), wyjście niesymetryczne 75 Ω, kod HDB-3, sygnał "same jedynki" z maską telekomunikacyjną.

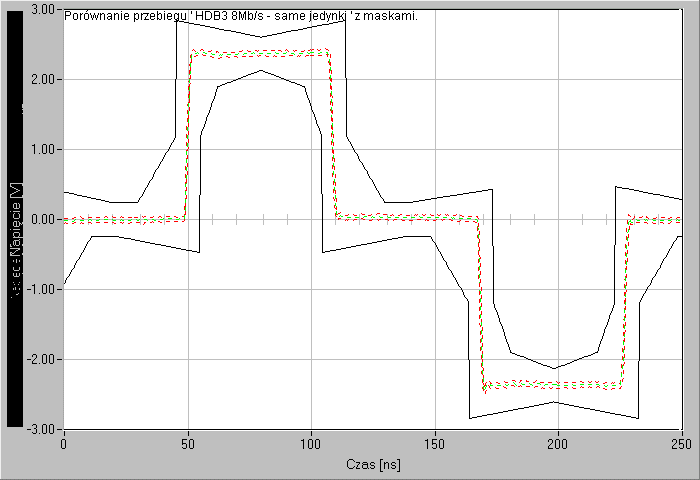
Przykład maski telekomunikacyjnej dla przebiegu PDH 8 Mbit/s. Porównanie przebiegu nieramkowanego 8 Mbit/s (nałożone na siebie 100 impulsów), wyjście niesymetryczne 75 Ω, kod HDB-3, sygnał "same jedynki" z maską telekomunikacyjną.

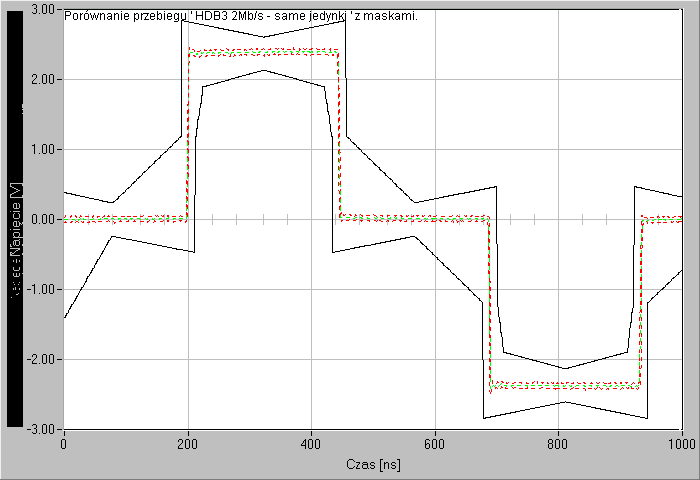
Przykład maski telekomunikacyjnej dla przebiegu PCM 2 Mbit/s. Porównanie przebiegu nieramkowanego 2 Mbit/s (nałożone na siebie 100 impulsów), wyjście niesymetryczne 75 Ω, kod HDB-3, sygnał "same jedynki" z maską telekomunikacyjną.

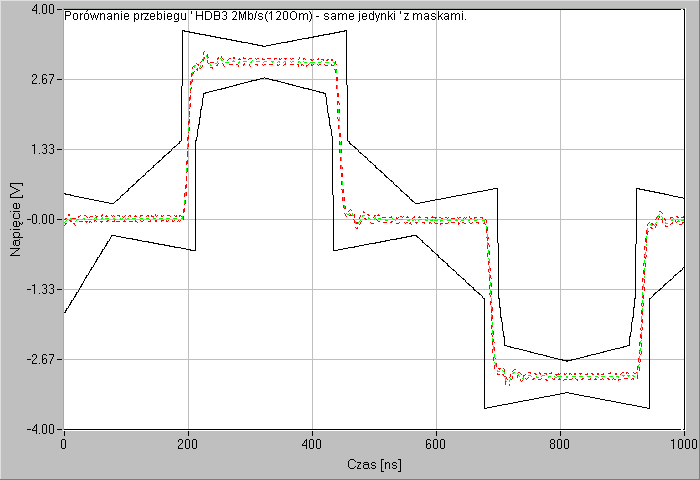
Przykład maski telekomunikacyjnej dla przebiegu PCM 2 Mbit/s. Porównanie przebiegu nieramkowanego 2 Mbit/s (nałożone na siebie 100 impulsów), wyjście symetryczne 120 Ω, kod HDB-3, sygnał "same jedynki" z maską telekomunikacyjną.

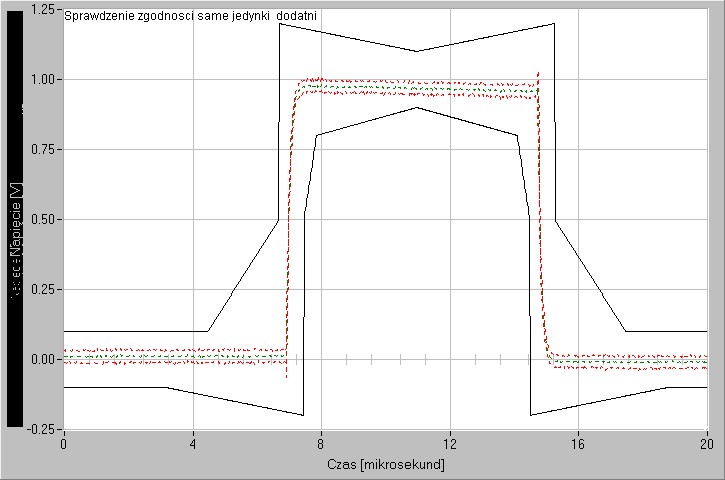
Przykład maski telekomunikacyjnej dla przebiegu PCM 64 kbit/s. Porównanie przebiegu 64 kbit/s (nałożone na siebie 100 impulsów), wyjście symetryczne 120 Ω, kod CODIRECTIONAL, sygnał "same jedynki" dodatni z maską telekomunikacyjną.

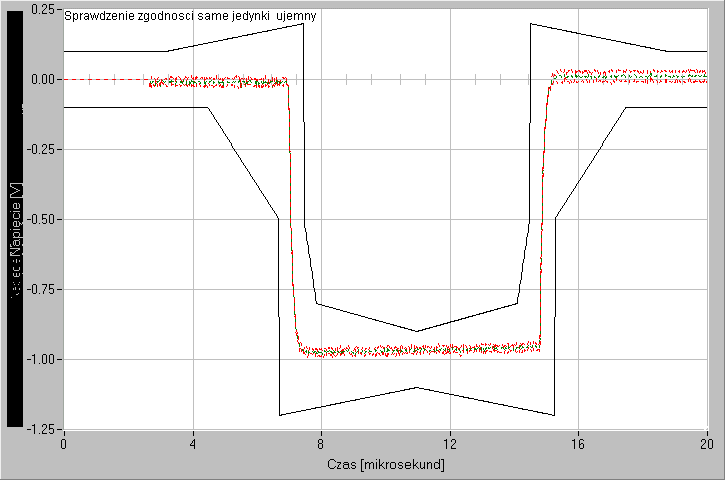
Przykład maski telekomunikacyjnej dla przebiegu PCM 64 kbit/s. Porównanie przebiegu 64 kbit/s (nałożone na siebie 100 impulsów), wyjście symetryczne 120 Ω, kod CODIRECTIONAL, sygnał "same jedynki" ujemny z maską telekomunikacyjną.

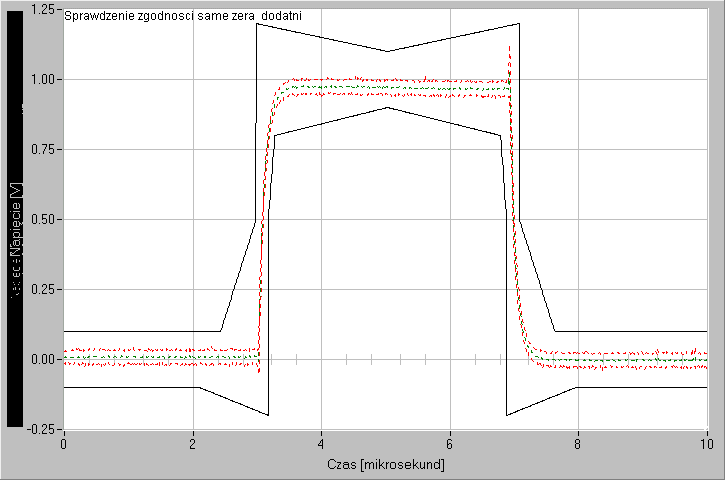
Przykład maski telekomunikacyjnej dla przebiegu PCM 64 kbit/s. Porównanie przebiegu 64 kbit/s (nałożone na siebie 100 impulsów), wyjście symetryczne 120 Ω, kod CODIRECTIONAL, sygnał "same zera" dodatni z maską telekomunikacyjną.

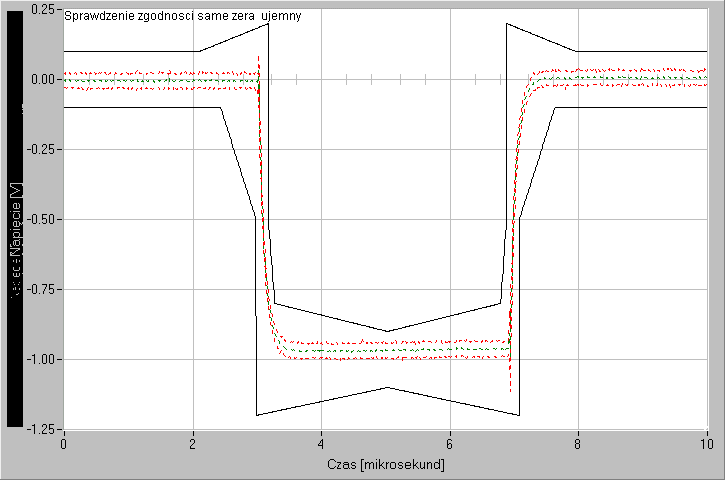
Przykład maski telekomunikacyjnej dla przebiegu PCM 64 kbit/s. Porównanie przebiegu 64 kbit/s (nałożone na siebie 100 impulsów), wyjście symetryczne 120 Ω, kod CODIRECTIONAL, sygnał "same zera" ujemny z maską telekomunikacyjną.